# Ivo Rudić
Ivo Rudić (24. ledna 1942, Split – 22. listopadu 2009, Split) byl australský fotbalista chorvatského původu. Fotbal hrál na postu obránce. Zemřel během dovolené v rodném městě.

## Fotbalová kariéra
Byl členem australské reprezentace na Mistrovství světa ve fotbale 1974, ale do utkání nenastoupil. Za reprezentaci Austrálie nikdy nenastoupil.